# تپه امامزاده صالح و محسن
تپه امامزاده صالح و محسن مربوط به دوران‌های تاریخی پس از اسلام است و در شهرستان بوئین‌زهرا، روستای یریجان واقع شده و این اثر در تاریخ ۱۲ بهمن ۱۳۸۱ با شمارهٔ ثبت ۷۳۰۵ به‌عنوان یکی از آثار ملی ایران به ثبت رسیده است.